# Ежуковка
Ежуковка — река в России, протекает в Алапаевском районе Свердловской области. Устье реки находится в 27 км по левому берегу реки Нейвы, у села Кировского. Длина реки Ежуковки составляет 12 км.
Система водного объекта: Нейва → Ница → Тура → Тобол → Иртыш → Обь → Карское море.

## Данные водного реестра
По данным государственного водного реестра России, Ежуковка относится к Иртышскому бассейновому округу, речному бассейну Иртыша, речному подбассейну Тобола.Водохозяйственный участок — Реж (без реки Аять от истока до Аятского гидроузла) и Нейва (от Невьянского гидроузла) до их слияния.
Код объекта в государственном водном реестре — 14010501812111200006617.